# Эмори, Миша
Миша Эмори (англ. Misha Amory, полностью Michael Kiljan Amory; род. 3 сентября 1967, Нью-Йорк) — американский альтист.
Вырос в Бостоне. Окончил Йельский университет, затем учился в Джульярдской школе. В 1991 году выиграл Наумбурговский конкурс молодых исполнителей. Преподавал в Принстонском университете, Сан-Францисской консерватории, с 1995 году в Джульярдской школе.
Из записей Эмори наибольшее внимание привлекли сонаты для альта соло Пауля Хиндемита. Помимо сольных выступлений, Миша Эмори много концертирует в составе струнного Брентано-квартета, в котором он играет с момента его основания в 1992 году и вместе с которым выиграл ряд наград, включая первое присуждение Премии Кливлендского квартета.